# Moon Lee
Moon Lee, de son vrai nom Lee Choi-Fung (李賽鳳, née le 14 février 1965), est une actrice hongkongaise étant principalement apparue dans des films et téléfilms d'arts martiaux et d'action. Elle a particulièrement marqué le genre Girls with guns.

## Biographie
De 6 à 12 ans, Lee vit à Kaohsiung à Taiwan avec son père qui a des affaires là-bas et est scolarisée à l'école primaire Youchang. Durant son séjour sur l'île, elle apprend le mandarin, le piano et la danse.
De retour à Hong Kong à l'époque du collège, son cantonais n'est pas parfait et elle a des habitudes plutôt campagnardes. À 15 ans, elle est découverte par un directeur de télévision, Hsiao Hsianhui, lors d'un spectacle de danse à l'école. On la recommande pour jouer un rôle dans une série télévisée Fatherland. Comme le tournage ne lui demande pas trop de temps et qu'elle peut encore étudier à l'école, ses parents acceptent de la laisser jouer. Dans la série, elle est une paysanne, du nom d'A Mun, qui lui ressemble dans la vie. Depuis lors, les gens prennent  l'habitude de l'appeler A Mun. Sa prestation dans la série est si impressionnante qu'elle commence une carrière d'actrice. En raison de sa pratique de la danse depuis son enfance, il lui est facile de faire des mouvements agiles et souples dans des films d'action. Après son premier film d'arts martiaux en costumes (Zu, les guerriers de la montagne magique), elle ne quitte plus le genre des films d'action.
À 18 ans, après avoir terminé ses études secondaires, elle signe un contrat avec Asia Television (en) et Golden Harvest. Alors qu'elle est envoyée au Japon pour tourner une publicité pour Mitsubishi, la société lui demande de se choisir un prénom anglais. Elle prend alors Moon car la prononciation de Mun en cantonais est proche de celle du mot anglais Moon.
Elle joue dans de nombreuses séries télévisées, dépassant les 400 épisodes. Par la suite, elle concentre ses efforts entièrement sur le cinéma, principalement dans les films d’action.
À la fin des années 1990, elle quitte peu à peu le cinéma et s'implique dans la promotion de l'art de la danse. Elle ouvre une école dont les élèves ont remporté des prix d'excellence aux concours de danse de Hong Kong.

## Accident lors d'une cascade
Alors qu'elle effectue la cascade finale de Devil Hunters (en) (1989), Lee est brûlée au troisième degré. Elle était censée sauter par la fenêtre d'un bâtiment du deuxième étage pour échapper à une explosion. En raison du mauvais timing des pyrotechniciens, elle est engloutie par les flammes avant de sauter, ce qui lui cause de graves brûlures aux mains et au visage. L'épilogue du film raconte les détails de l'accident, ainsi qu'un message de félicitations de la réalisatrice pour son courage et son travail acharné.

## Filmographie

### Cinéma
- To Sir with Troubles (1981)
- Le Gagnant (1983)
- The Champions (1983)
- Zu, les guerriers de la montagne magique (1983)
- Le Retour du Chinois (1985)
- Mr. Vampire (1985)
- Le Flic de Hong Kong 2 (1986) (caméo)
- Midnight Whispers (1986)
- Le Retour de Mr. Vampire (1986)
- The Story of Dr. Sun Yat Sen (1986)
- Angel (1987)
- Angel 2 (1988)
- Angel Enforcers (1989)
- Devil Hunters (1989)
- Angel 3 (1989)
- Killer Angels (1989)
- Under Police Protection (1989)
- Nocturnal Demon (1990)
- Fatal Termination(1990)
- Master of Disaster (1990)
- Revenge of an Angel (1990)
- Bury Me High (1991)
- Angel Force (1991)
- Mission Kill (1991)
- Dreaming of the Reality (1991)
- Mission of Condor (1991)
- Angel Terminators 2 (1991)
- The Big Deal (1992)
- Inspector Wears Skirts 4 (1992)
- Kickboxer's Tears (1992)
- Enter the Lady Kickboxer (1992)
- A Serious Shock! (1992)
- The Avenging Quartet (1992)
- Beauty Inspectors (1992)
- Mission of Justice (1992)
- Angel of Kickboxer (1993) (non créditée)
- Angel Mission (1993)
- Secret Police (1994)
- Little Heroes Lost in China (1997)

### Télévision
- Fatherland (1980)
- I Have to Fly (1981)
- Ah Sir Ah Sir (1982)
- Onion Flower (1983)
- Drunken Fist (1984)
- I Love Mermaid (1984)
- Drunken Fist 2 (1984)
- Miracle of the Orient  (1984)
- Ji Gong 濟公 (1985)
- Passionate Fairy (1985)
- Bravo! Kowloon Tong (1985)
- The Supersword Lady (1986)
- Ba Wang Hua (1993)
- Fist of Power (1995)
- Putonghua Children Drama (1998)
- Fist of Hero (1999)